# Phytomyza loewii
Phytomyza loewii este o specie de muște din genul Phytomyza, familia Agromyzidae, descrisă de Friedrich Georg Hendel în anul 1923. Conform Catalogue of Life specia Phytomyza loewii nu are subspecii cunoscute.